# District de Darmstadt
Le district de Darmstadt (en allemand Regierungsbezirk Darmstadt) est une des trois circonscriptions allemandes (Regierungsbezirke) du land de Hesse.
Son chef-lieu est Darmstadt.
Le district correspond à la région de l'Hesse du sud (en allemand Südhessen).

## Situation géographique
Le district de Darmstadt a une frontière avec les Lands de Rhénanie-Palatinat, Bavière et Bade-Wurtemberg. 

## Administration territoriale
Le district comprend 10 arrondissements et 4 ville-arrondissement:

### Arrondissements
1. Bergstraße
2. Darmstadt-Dieburg
3. Groß-Gerau
4. Haut-Taunus
5. Main-Kinzig
6. Main-Taunus
7. Odenwald
8. Offenbach
9. Rheingau-Taunus
10. Wetterau

### Villes-arrondissements
1. Darmstadt
2. Francfort-sur-le-Main
3. Offenbach-sur-le-Main
4. Wiesbaden

### Autres villes à statut particulier
1. Bad Homburg
2. Hanau
3. Rüsselsheim